# بخش مرکزی شهرستان هفتکل
بخش مرکزی، یکی از بخش‌های شهرستان هفتکل در استان خوزستان ایران است. مرکز این بخش، شهر هفتکل است.

## تقسیمات کشوری
- بخش مرکزی شهرستان هفتکل
  - دهستان حومه

شهر: هفتکل

## جمعیت
بر پایه سرشماری عمومی نفوس و مسکن در سال ۱۳۹۵، جمعیت بخش مرکزی شهرستان هفتکل برابر با ۱۷٬۲۴۵ نفر بوده‌است.